# لا جاميه كونتينت

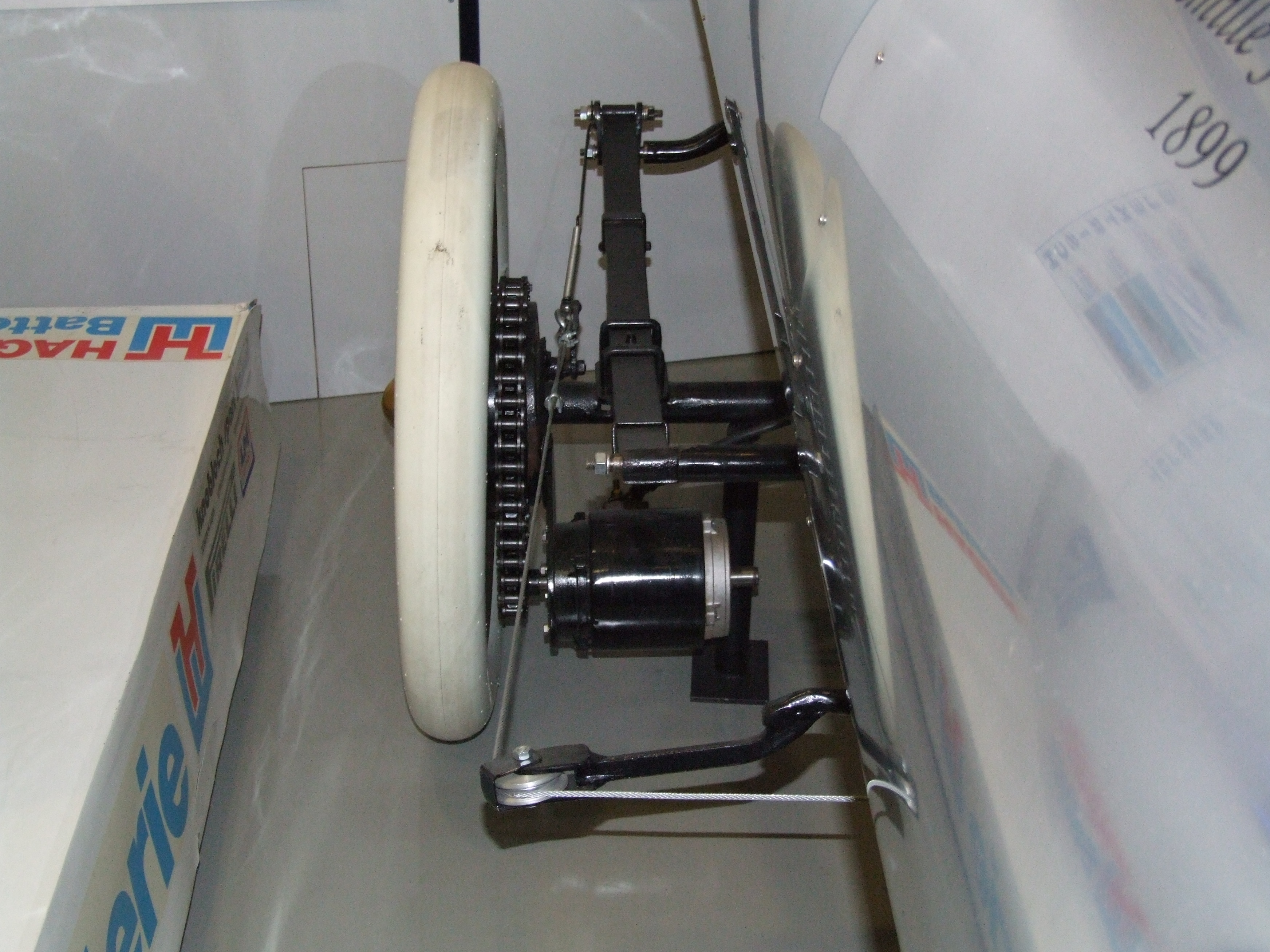
العجلة الخلفية لسيارة لا جاميس كونتي في معرض للسيارات ألمانيا

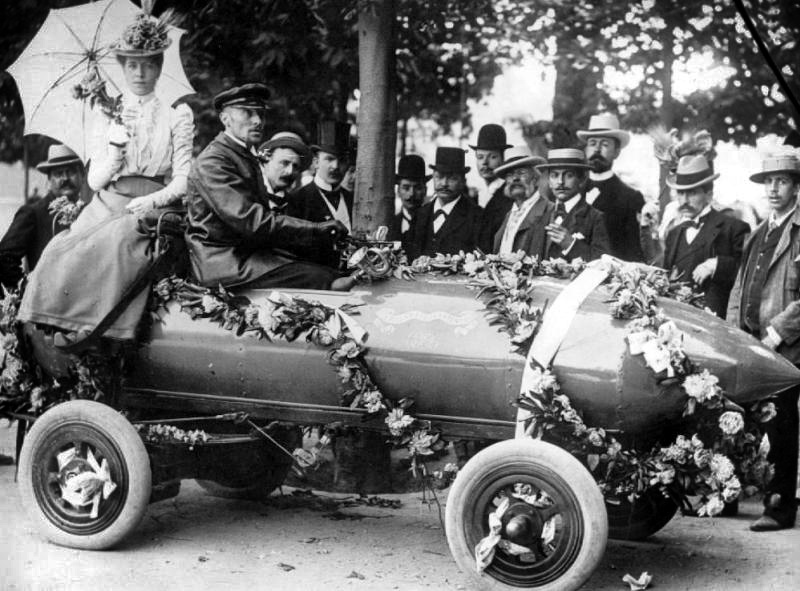
صورة لكاميلي جيناتزي وزوجته في سيارة لا جاميس كونتي.

لا جاميه كونتينت (بالفرنسية: [la ʒamɛ kɔ̃tɑ̃t])، هي أول مركبة طريق تتجاوز سرعة 100 كيلومتر في الساعة (62 ميلاً في الساعة). كانت مركبة كهربائية بلجيكية مزودة بهيكل على شكل طوربيد مصنوع من سبيكة خفيفة، وتعمل بواسطة بطاريات. إلا أن الوضعية المرتفعة للسائق والهيكل المكشوف أسفل المركبة أثرتا سلبًا على الديناميكية الهوائية. السبيكة المستخدمة والمعروفة باسم "بارتينوم"، هي مزيج من الألومنيوم والتنجستن والمغنيسيوم.
تم تسجيل الرقم القياسي لسرعة الأرض في 29 أبريل أو 1 مايو 1899 في أشير، إيفلين، بالقرب من باريس، فرنسا. كانت المركبة مجهزة بمحركين من نوع بوستيل-فيني 25 كيلو واط، كل منهما يقود المحور الخلفي عبر سلسلة، يعملان بجهد 200 فولت ويستهلكان 124 أمبير لكل منهما، بإجمالي حوالي 68 حصانًا، وكانت مزودة بإطارات ميشلان. كتب على هيكل المركبة الرقم 25.

المركبة معروضة اليوم في المتحف الوطني للسيارات والسياحة في كومبيين.

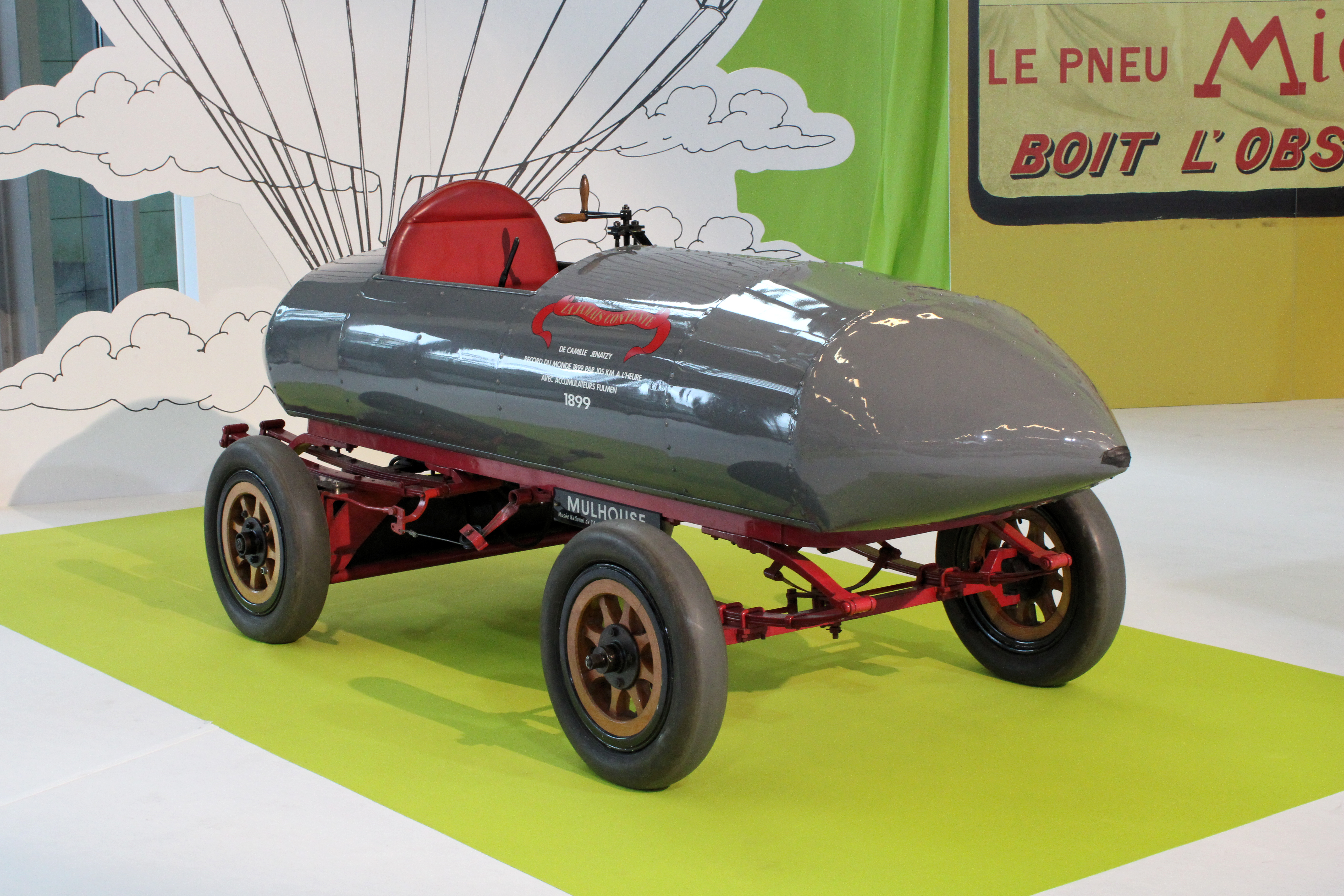
نموذج لا جاميس كونتي في معرض باريس للسيارات في عام 2018

## السائق
قاد كاميلي جيناتزي السائق بلجيكي السيارة، ونجل كونستانت جيناتي صاحب شركة تصنيع منتجات المطاط (كان المطاط لا يزال حديثا في ذلك). لقد درس كاميل كمهندس وكان شديد الاهتمام بسيارات الجر الكهربائي وبسبب سرعاته أصبح معروفا فأطلقوا علية اسم الشيطان الاحمر بسبب لون لحيته.
توفي في عام 1913 بعد أن أطلق علية الرصاص في حادثة صيد.

## التحفيز
بدأ جيناتزي في إنتاج وتصنيع العديد من العربات والسيارات الكهربائية لينحت مكانا في سوق النقل الكهربائي الباريسي الواعد في ذلك الوقت.
فتنافس بشدة مع صانع النقل جانتود في الدعاية المثيرة لمعرفة ايهما جعل السيارة اسرع. بني جيناتزي نموذجا أولية على شكل رصاصة ليضمن انتصار شركتة فيممه صانع النقل روتشيلد في بارتينيوم وهي سبيكة من رقائق الالومنيوم والتنجستن والمغنيسيوم.

## سجل السرعة
في 17 يناير 1899، في أخيرس، الإيفلين بالقرب من العاصمة باريس، فرنسا وصل إلى سرعة 66.66 كم/ ساعة بما يعادل 41.42 ميل/ ساعة بسيارة سيجا دوكارت CGA Dogcart من تصميم كاميلي نفسه. لكن تم تحطيم رقم كاميلي من قبل غاستون دي شاسلوب لوبات بعد وصوله إلى سرعة 43.69 ميل/ساعة في نفس اليوم إلى أن عاد كاميلي مرة أخرى إلى القمة بعد تسجيله 80.35 كم/ ساعة بما يعادل 49.93 ميل/ ساعة في 17 يناير 1899 أي بعد مرور 10 أيام فقط.
في 4 مارس تم كسر هذا الرقم مرة أخري من قبل شاسيلوب لوبات ليتربع على عرش قيادة السيارات إلى 29 أبريل عندما استطاع كاميلي تحطيم الرقم للمرة الثالثة بوصوله إلى 105.88كم/ ساعة أي ما يعادل 65.79 ميل/ ساعة، ليصبح بذلك أول من تخطى حاجز 100 كم/ ساعة بسيارة كيتا 25 لا جاميس كونتي الكهربائية.

## وصلات خارجية
- كاميلي جيناتزي- أبطال السيارات.
- حول HEVF| التاريخية المؤسسة للسيارات الكهربائية
- حدث في مثل هذا اليوم- تاريخ السيارات.